# Очёсо-Рудня
Очёсо-Рудня (бел. Ачоса-Рудня) — упразднённая деревня, входившая в состав Демьянковского сельсовета Добрушского района Гомельской области Беларуси.
В результате катастрофы на Чернобыльской АЭС и радиоактивным загрязнением все жители, 65 семей, переселены в 1990—1992 годах в чистые места.

## География

### Расположение
В 26 км на северо-восток от районного центра Добруш и железнодорожной станции в этом городе, в 54 км от Гомеля.

### Гидрография
Река Очёса (приток реки Ипуть, в бассейне Днепра).

## Транспортная система
Транспортная связь по автодороге с Добрушем.
В деревне нет жилых домов (2004 год). Планировка — почти прямолинейная улица, с меридианной ориентацией, к которой примыкает короткая прямолинейная улица. На юге, за рекой, небольшой обособленный участок застройки. Застройка деревянными домами.

## История
По письменным источникам деревня известна с XIX века, как деревня в Белицкого повета Могилёвской губернии. С 1834 года действовала кирпичная церковь. Через деревню проходила почтовая дорога из Новозыбкова в Белицу. С 1880 года действовал хлебозапасный магазин. В 1885 году в деревне работала водяная мельница. В 1897 году — корчма, в Вылёвской волости Гомельского повета. В 1901 году начала работать винокурня. В школе в 1907 году было 29 учеников. В 1926 году в деревне работали лавка, почтовое отделение, начальная школа.
С 8 декабря 1926 года по 8 января 1965 года центр Очёсо-Руднянского сельсовета (после — в составе Круговского сельсовета) Добрушского, с 4 августа 1927 года Ветковского районов Гомельского округа, с 20 февраля 1938 года Гомельской области.
В 1931 году работали маслозавод, паровая мельница, кузница.
Входила в состав колхоза «Рассвет» (бел. «Світанне»).
Во время Великой Отечественной войны оккупирована с августа 1941 года по 27 сентября 1943 года. За это время ими было убито 24 мирных жителя. В бою за деревню в 1943 году погибло 17 советских солдат, похороненных в братской могиле на южной окраине деревни. На фронтах войны погибли 131 житель деревни.
В 2005 году деревня Очёсо-Рудня исключена из данных по учёту и регистрации административно-территориальных и территориальных единиц как фактически несуществующий населённый пункт.

## Население

### Численность
- 1992 год — жителей нет (переселены).

### Динамика
- 1885 год — 75 дворов, 455 жителей.
- 1897 год — 85 дворов, 571 житель.
- 1909 год — 86 дворов, 543 жителя.
- 1926 год — 124 двора, 601 житель.
- 1959 год — 911 жителей (согласно переписи).
- 1992 год — жителей нет (переселены).

## Достопримечательность
- Братская могила (1943) —  Историко-культурная ценность Республики Беларусь, шифр 313Д000242